# マタラム王国

マタラム王国
ꦤꦒꦫꦶꦩꦠꦫꦩ꧀

スルタン・アグン時代の支配領域

マタラム王国（マタラムおうこく）は、ジャワ島中部のジョグジャカルタ地方に栄えた王国。「マタラム」とは、ジョグジャカルタ地方の古地名である。
ジャワの歴史上、マタラム王国と称される国は、8世紀から9世紀にかけて繁栄した古マタラム王国と16世紀末に興った新マタラム王国の2つがある。これらはそれぞれの王権の宗教的基盤から、ヒンドゥー・マタラム、イスラム・マタラムとも区別される。
通常、単に「マタラム王国」といった場合、後者のことを指す場合が多く、以下の本文では後者の新マタラム王国について扱う。前者については古マタラム王国を参照。

## 概要
マタラム王国 (Kesultanan Mataram, Sultanate of Mataram) は、16世紀末にインドネシアのジャワ島中部に興ったイスラム王国である。単にマタラームとも表記する。また、ヒンドゥー王朝である古マタラム（ヒンドゥー・マタラム）と区別するために新マタラム（イスラム・マタラム）ともいう。
島嶼部東南アジアで最大の米産地であった中部ジャワの肥沃な農業地帯を支配し、その輸出港としてジャワ島北部の港市諸国家を影響下に置いて、17世紀にかけてジャワ島中部・東部で強盛を誇った。
バタヴィア、バンテン王国をのぞくジャワ西部も強い影響下に置いたが、18世紀半ばにオランダ東インド会社の介入によって、1755年、ジョグジャカルタとスラカルタの2王家に分割されて、マタラム王国という国名は消滅した。

## 歴史

### 建国期
肥沃な米の生産地であったジャワ島中東部の内陸部をめぐっては、古マタラム王国の時代からジャワ東部のクディリ王国、ジャワ島北岸のマジャパヒト王国やドゥマク王国などが覇権を築いてきた。
マタラム王家の年代史『ババッド・タナハ・ジャーウィー』によると、中部ジャワ内陸部に台頭したスラカルタのパジャン王国と、ジョグジャカルタのマタラム王国の2王国は、ドゥマク王国をとおしてマジャパヒト王国の後継者であるという。パジャン王ジョコ・ティンキールの命を受けたキヤイ・グデ・パマナハンがジョグジャカルタの地のマタラムに勢力を拡げ、パマナハンの子、スタウィジャヤ（セノパティ・イン・アラガ、在位：1584-1601年）がマタラムをパジャンから独立させた。

### 勢力拡大期
1586年にマタラムを建国したセノパティはパジャンを併合し、1590年代にはジャワ中東部の北岸のドゥマクやジュパラなどイスラーム系港市国家を支配し、重要な米の輸出港を獲得した。セノパティの子、パネンバハン・セダ・クラプヤック（在位：1601-1613年）は、当時の東ジャワでもっとも繁栄していたスラバヤに攻撃を開始し、クラプヤックの後継者スルタン・アグン（在位：1613-1645年）が1625年、スラバヤ、マドゥラ島を支配下に置いた。
こうしてジャワ島の中東部に覇権を打ち立てたマタラムは、ジャワ島西部のバンテン王国への進出をはかり、1628年から1629年には2度にわたって、オランダが商館を開設したバタヴィアを攻撃した。スルタン・アグンはジャワからオランダの勢力を駆逐することには失敗したものの、17世紀前半にはバタヴィアとバンテンをのぞくジャワ全島を支配下に置くことに成功した。
アグンの後を継いだアマンクラト1世（在位：1646-1677年）はオランダとの関係改善をはかり、1646年に平和協定を締結し、ジャワ島東部北岸の諸港におけるオランダとの交易を独占した。国内では行財政の中央集権化を進め、これに従わない地方支配者、イスラーム指導者を次々と暗殺した。こうしたアマンクラト1世の専制に不満を抱いた地方貴族層から反乱が起こり、1677年、反乱軍の攻撃を受けて首都は陥落した。

### 衰退期
アマンクラト1世の後を継いだ皇太子（アマンクラト2世、在位：1677-1703年）は反乱討伐のためオランダの支援を要請し、その見返りとしてオランダは関税免除、バタヴィア領拡大、スマラン割譲、織物・阿片の輸入独占と米・砂糖買い付け独占などの特権を得た。オランダの支援を受けたマタラムは1670年代末までには反乱軍の駆逐に成功したが、その後のオランダとの関係では、交渉力の低下をまぬがれなくなった。

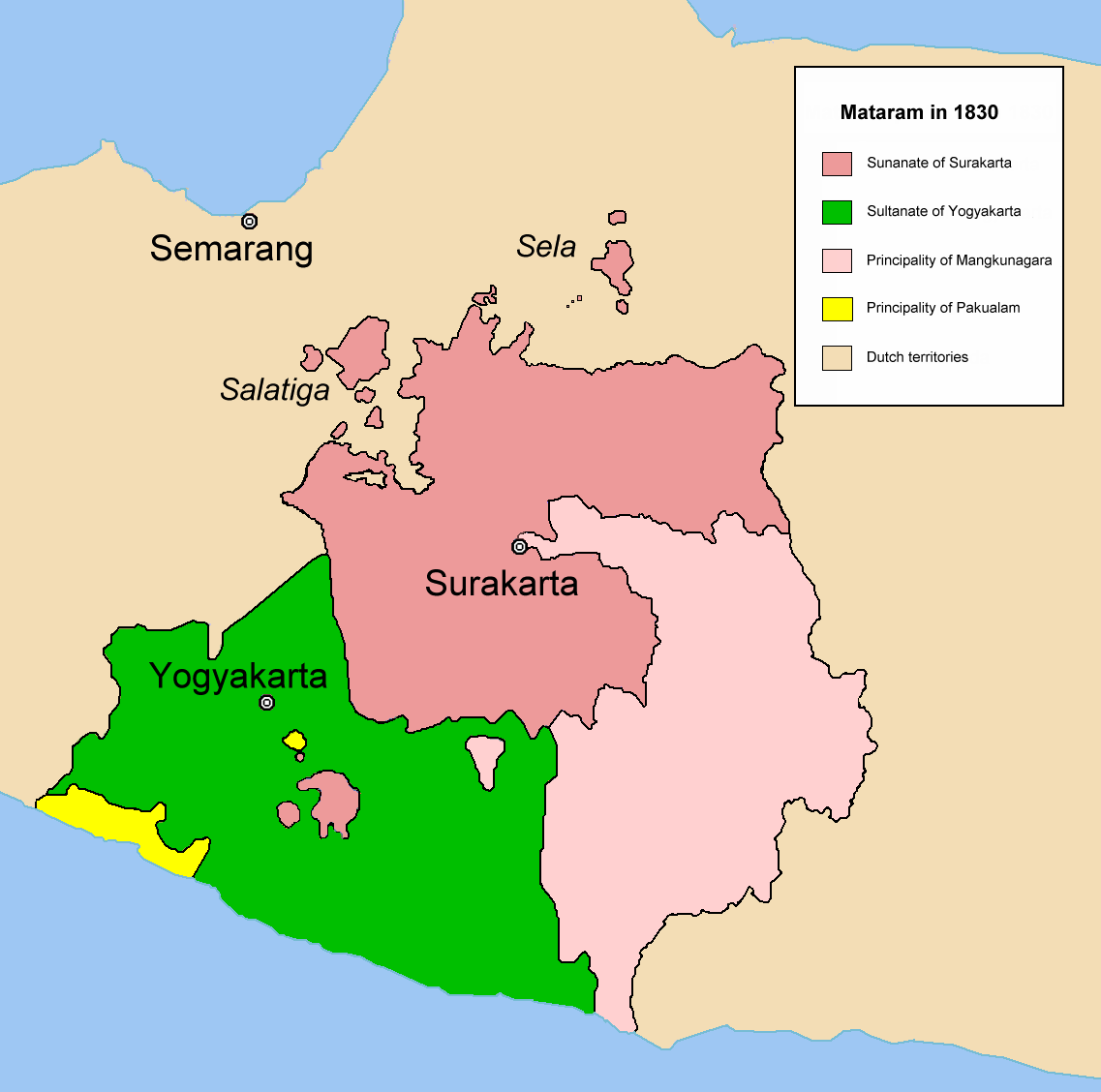
マタラム王国の分割

1703年にアマンクラト2世が死去するとアマンクラト3世が王位に就いたが、これにアマンクラト2世の弟が異議を唱えるとオランダ東インド会社が介入して、王位継承の内紛により第1次ジャワ継承戦争が起こり、弟がパクブウォノ1世として即位した。
1719年にパクブウォノ1世が死去すると、長男がアマンクラット4世として即位。叔父や弟が反対し第2次ジャワ継承戦争が起こり、オランダ東インド会社が介入して、叔父や弟を島流しにした。
華僑虐殺事件（Chinese War）後、パクブウォノ2世は華僑を支援してオランダ軍を襲わせたが失敗。パクブウォノ2世はスラカルタに追放された。
1749年にパクブウォノ2世が死去するとパクブウォノ3世が即位したが、パクブウォノ2世の弟が反対し第3次ジャワ継承戦争となった。オランダ東インド会社はパクブウォノ3世を支援したが、1755年になると戦費が増大して途中で支援を断念した。この結果、ハメンクブウォノ1世はジョグジャカルタ（スルタン家）を、パクブウォノ3世はスラカルタ（ススフナン家）を継承した。さらに1757年にはススフナン家からマンク・ヌゴロ家が、1813年にはスルタン家からパク・アラム家が分立した。マタラム王国という名前は消滅し、これら4つの王家の領地はオランダの保護領として自治権を与えられる「王侯領」とされた。1825年にジョグジャカルタのディポヌゴロ王子を中心として、オランダ支配に対する大規模な武装蜂起が発生したが（ジャワ戦争）1830年に鎮圧された。
オランダ支配下の分割統治策により政治的には無力化されたが、ジョグジャカルタとスラカルタの王家はジャワ文化の中心としての地位を保ち続けた。インドネシア独立戦争において、ジョグジャカルタのスルタン家のハメンクブウォノ9世は開明的な君主として共和国側に協力し重要な役割を果たした。独立後はジョグジャカルタ特別州知事を長く務め、一時期は共和国の内相・国防相・副大統領に就任した。現当主のハメンクブウォノ10世もその跡を継ぎ、ジョグジャカルタ特別州知事とスルタンを兼ねた地位にある。

## 歴代スルタン
1. セノパティ（1587年 - 1601年）
2. パネンバハン（1601年 - 1613年）
3. スルタン・アグン（1613年 - 1645年）
4. アマンクラト1世（1645年 - 1677年）
5. アマンクラト2世（1677年 - 1703年）
6. アマンクラト3世（1703年 - 1705年）
7. パクブウォノ1世（1705年 - 1719年）
8. アマンクラト4世（1719年 - 1726年）
9. パクブウォノ2世（1726年 - 1749年）
10. パクブウォノ3世（1749年 - 1755年）